# Château d'Abergavenny
Le château d'Abergavenny est un château en ruine situé dans la ville de marché du même nom dans le comté gallois du Monmouthshire, établi par le seigneur normand Hamelin de Ballon (en) en 1087 environ. Il est le site d'un massacre de gentilshommes gallois en 1175, et fut attaqué au début du XVe siècle lors de la révolte des Gallois. William Camden, antiquaire du XVIe siècle, déclara que le château « a été plus souvent entaché par l'infamie de la trahison que tout autre château du Pays de Galles. »
Il s'agit d'un monument classé Grade I depuis 1952.

## Localisation
Le château est situé immédiatement au sud du centre-ville. Il a été construit par les Normands dans le but de surplomber l'Usk et sa vallée et ainsi se prémunir contre les incursions dans les plaines au sud et à l'est de la ville par les Gallois venant des collines du nord et de l'ouest.

## Description
Le château, aujourd'hui en ruines, était doté d'un donjon en pierre, de tours, ainsi que d'un fossé en guise de fortifications. Il abritait également la famille et l'armée du seigneur et avait des caves, des cuisines, une grande salle, une guérite et une chapelle, mais il y a des doutes quant à l'utilisation du château comme résidence principale par les familles. Un mur-rideau entourait le château.
Le haut et énorme mur-rideau datant du XIIe siècle est maintenant la partie la plus impressionnante des ruines. Une maison de gardien du XIXe siècle fut construite sur le haut de la motte au XIXe siècle.

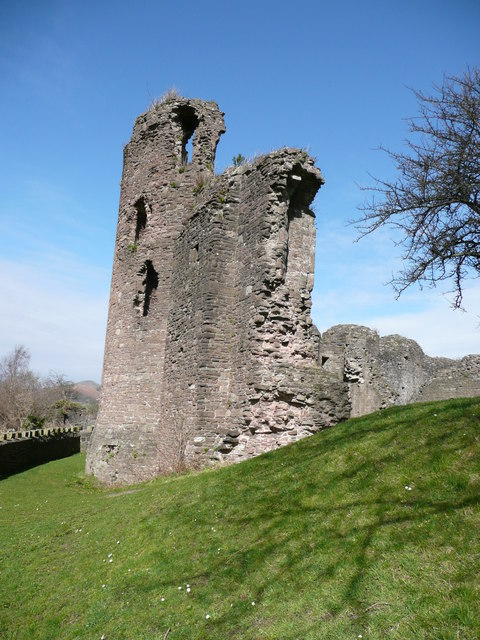
Mur-rideau du château d'Abergavenny, 2008

## Histoire

### XIeauXIVesiècle
Hamelin de Ballon (en), lord normand, fit construire le château en 1087 environ. Protégée par un fossé et une palissade, la motte était surmontée d'un donjon en bois. Peu après 1100, un donjon en pierre fut construit pour remplacer l'ancienne structure, et un château en bois vit le jour sur son côté ouest. 
Dans les années 1160, Henry Fitzmiles (en), fils de Miles de Gloucester, 1er Comte de Hereford et seigneur de Abergavenny, fut tué par, d'après ce que l'on sait, Seisyll ap Dyfnwal (en) de Castell Arnallt (en). Sans héritier mâle, le domaine et la seigneurie de Henry Fitzmilese, qui comprenaient des terres dans le haut Gwent et le Brecknockshire, ainsi que le château, furent transmis au mari de sa fille Bertha, Guillaume II de Briouze. De Briouze reconstruisit des parties du château ainsi que le mur-rideau dont certaines parties existent encore aujourd'hui.
Le château fut alors le théâtre d'un massacre infâme. Pendant la période de Noël 1175, de Briouze fit venir Seisyll et son fils Geoffrey au château, ainsi que d'autres dirigeants du Gwent, pour une prétendue réconciliation. De Briouze fit alors tuer les hommes dans la grande salle du château, en représailles de la mort de Henry Fitzmiles. Son action, qui comprenait également l'appropriation des terres appartenant à ces hommes, donna lieu à des sanctions; William fut « retiré » de la vie publique et le château fut transmis à son fils, Guillaume. En 1182, Hywel ap Iorwerth, seigneur de Caerleon, ordonna la destruction du château de Dingestow (en) et fit incendier le château d'Abergavenny en représailles de l'assassinat de Seisyll. Les attaques furent effectuées par les parents de Seisyll. De Braose n'était pas présent au château lorsqu'il fut brûlé, mais « la plupart de ses hommes » furent pris en otage.
En 1190 environ, le château fut presque entièrement reconstruit en vieux grès rouges locaux afin d'en faciliter la défense. Cinq tours furent construites le long des murs-rideaux, un donjon vit également le jour. Les Anglais et les Gallois se battirent pour obtenir le contrôle des marches galloises et, pendant ce temps, la possession du château alterna entre gallois et anglais. En 1215, le château accueillit Jean sans Terre, roi d'Angleterre.
Du XIIIe au XIVe siècle, le château fut agrandi par la famille Hastings, avec l'ajout de tours occidentales procurant des logements résidentielles. Deux tours, une circulaire et une polygonale, furent probablement construites entre 1295 et 1314 par John Hastings, 1er baron Hastings. C'est à cette période que furent collectés les impôts de murage  auprès des résidents locaux pour financer la construction des murs de la ville. Entre la fin du XIIIe siècle et le début du XIVe siècle, un nouveau mur  fut bâti.

### XVeauXVIIesiècle

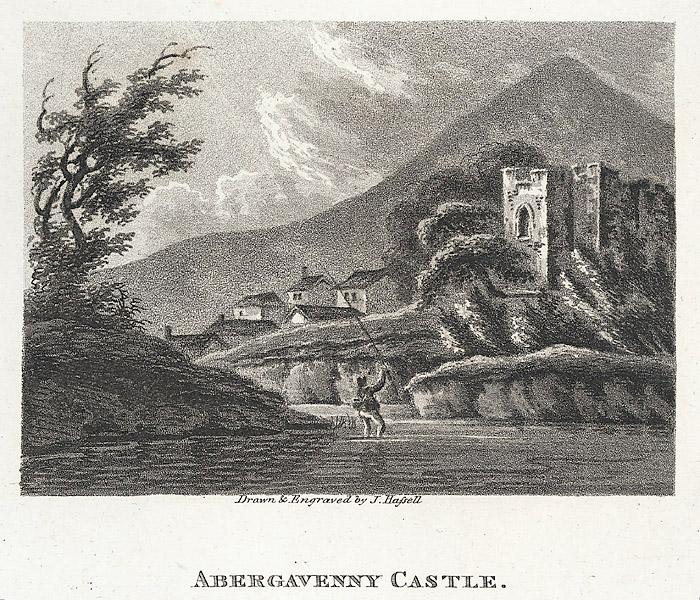
J. Hassell, Abergavenny Castle (château d'Abergavenny), dessin et gravure, 1807.

En 1404, lors de la rébellion d'Owain Glyndŵr, la ville d'Abergavenny fut pillée et brûlée par les forces galloises. La guérite, fortifiée ou dotée d'une barbacane - décrite par l'historien architectural John Newman comme « insignifiante » - date peut-être de la période qui précède tout juste ou de celle juste après. 
Aucun seigneur ne résida au château après le XVe siècle. Pendant la Première révolution anglaise, alors que les Têtes-Rondes s'approchaient du château, Charles Ier ordonna la démolition du château afin d'empêcher son utile occupation. La plupart des bâtiments du château, y compris le donjon de pierre, furent détruits. Le château de Raglan fut endommagé de la même façon. De la pierre en provenance de ce site fut utilisée par la suite pour servir à la construction d'autres bâtiments.

### XVIIIeauXIXesiècle
À la fin du XVIIIe siècle, les ruines commencèrent à attirer les visiteurs en quête de vues « pittoresques », et des promenades furent aménagées dans les murs du château. En 1819, Henry Nevill, fit construire un pavillon de chasse au dessus de la motte. Newman le décrit comme « une structure utilitaire antipathique, égayée seulement par de minces tiges polygonales aux angles. »

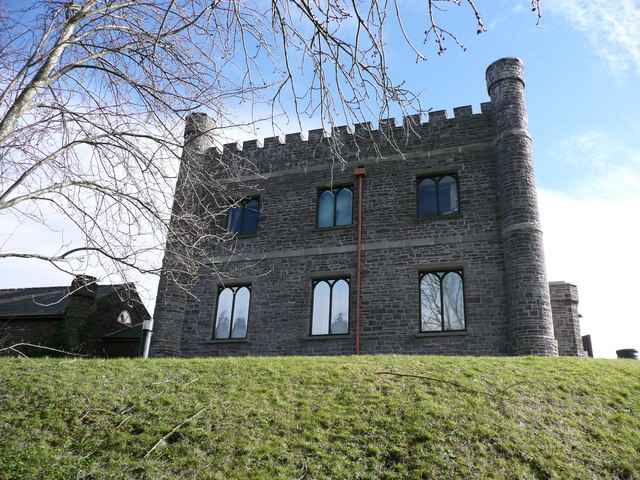
Le "donjon" pavillon de chasse carré du XIXe siècle rénové abrite aujourd'hui le.

Un jardin public officiel, désormais inclus dans le Register of Historic Parks and Gardens of special historic interest in England (en) (Registre national des parcs et jardins historiques) fut créé plus tard au XIXe siècle par William Nevill, 5e comte d'Abergavenny. Il donnait sur la vallée de l'Usk, sur des promenades et des jardins « pittoresques » ainsi que sur des gazébos.

### XXeauXXIesiècle
Le château et le pavillon de chasse, aujourd'hui musée d'Abergavenny, sont respectivement des monuments classés Grade I et Grade II depuis le 5 juillet 1952. D'autres caractéristiques, telles que la paroi extérieure, sont répertoriées depuis 2005.

## Musée
Le musée du château est situé dans le pavillon de chasse de 1819 sur la motte. Parmi les expositions du musée se trouvent un atelier de sellier et une cuisine de ferme galloise victorienne.

## Source de la traduction
- (en) Cet article est partiellement ou en totalité issu de l’article de Wikipédia en anglais intitulé « Abergavenny Castle » (voir la liste des auteurs).